# 14e division SS (galicienne no 1)
La 14e division SS (galicienne no 1) ou la division « Galicie » ou encore la division « Galizien » (antépénultième appellation allemande : la 14. Waffen-Grenadier-Division der SS (galizische Nr. 1) ; soit en traduction littérale : « 14e division d'infanterie de la SS (galicienne no 1) ») — en ukrainien : 14-та гренадерська дивізія Ваффен СС « Галичина » (« Halytchyna », Galicie) — est l'une des 38 divisions de la Waffen-SS durant la Seconde Guerre mondiale.
Elle a été essentiellement composée de Galiciens d'Ukraine.
Elle est la cible de controverses mémorielles par rapport à la collaboration ukrainienne avec l'Allemagne nazie.

## Caractéristiques
- Création : 28 avril 1943
- Effectifs maximaux : 27 000 hommes (corps ukrainiens sous commandement allemand)
- Insigne : le lion de Galicie et plus tard le Trident, lors du transfert à l'UNA (avril 1945)
- Croix de Fer obtenues : 1

## La création de la «Galizien»
Mettre en place une division composée de grenadiers ukrainiens est une décision prise durant l'hiver 1942. L'URSS démontre sa capacité de résistance à Stalingrad. Les autorités allemandes se doivent de recruter massivement au sein des pays occupés pour combler les pertes.
Le Dr Otto Wächter, responsable du district de Galicie, ne rencontre au départ pas de soutien fort de la part de sa hiérarchie, les SS ne jugent pas digne d'armer des Slaves. Cependant Himmler finit par donner son aval en créant de sérieuses entorses aux critères de sélection raciale.

### Zone de recrutement

Parade de volontaires ukrainiens rue Kosciuszki à Sanok, mai 1943.

La zone privilégiée pour le recrutement est l'ancienne Galicie austro-hongroise, dont les populations sont jugés plus facilement aryanisables. La campagne de recrutement est menée durant l'hiver 1942-1943 et rencontre un immense succès : 80 000 Ukrainiens se portent volontaires. Dans un premier temps, 13 000 soldats sont recrutés ; puis, rapidement, les effectifs de la division sont portés à 22 000 hommes.

### Raisons de cette adhésion
La collaboration massive avec l'occupant allemand est caractéristique en Ukraine des régions de Pologne annexées par l'Union soviétique en 1939, à la suite de l'invasion de l'Est de la Pologne par Staline, à la faveur de la signature du Pacte germano-soviétique. Une partie de ces Ukrainiens redoutent en effet, plus que tout, le retour des Soviétiques et se jettent à corps perdu dans les bras du « moindre mal » entre les deux envahisseurs. Une partie des volontaires choisissent aussi la lutte armée au côté du Reich pour échapper au service du travail obligatoire. Le volontariat recense 13 000 recrutés d'office et une partie des « volontaires » se sont vu forcer la main par la signature d'un formulaire spécifiant qu'ils sont bien volontaires. L'engagement au côté de la Wehrmacht est donc momentané et non une adhésion au nazisme.
Les Allemands font un effort en permettant aux Ukrainiens de pouvoir intégrer des prêtres catholiques et orthodoxes, sans encadrement nazi. L'autre concession est que l'unité ne se battra que pour combattre les bolcheviques. Autrement dit ils ne seront pas envoyés à l'Ouest comme les autres volontaires de l'Est, à l'instar des Russes et des volontaires caucasiens. Les Ukrainiens sont versés dans la Waffen-SS. La création de l'unité est entérinée le 28 avril 1943, peu de temps après la victoire à Kharkov sur l'Armée rouge.

### Entraînement
L’entraînement de base est achevé en septembre 1943.
Constituée et entraînée, la division est nommée « SS-Freiwilligen-Division „Galizien“ », du nom de l'appellation de la partie occidentale de l'Ukraine, le nom « Ukraine » ayant été rejeté.
L’unité suit un entraînement complémentaire à Dembitz, dans le Gouvernement général. Le 22 octobre 1943 l'unité est rebaptisée « 14. Galizische SS-Freiwilligen-Division ». La division est perçue comme prometteuse et montre une réelle et certaine volonté de se battre, en effet, déployée en Russie, les hommes qui la composent sont des traîtres aux yeux des Soviétiques, et, de ce fait, connaissent leur sort en cas de capture par les unités soviétiques.
Malgré cela, à la fin de l'année 1943, une partie de son équipement est versée à d'autres unités de la Waffen-SS.

### Encadrement
La direction de cette unité est confiée au SS-Brigadeführer Fritz Freitag. Homme proche de ses troupes, il est très apprécié.
L'encadrement est essentiellement allemand et la troupe est composée de Volksdeutsche ukrainiens et d'Ukrainiens non-germaniques. Parmi tous les officiers et sous-officiers, seuls 30 % d'entre eux sont d'origine ukrainienne et ces hommes n'occupent généralement que des postes subalternes. Une partie importante de cet encadrement a d'abord appartenu aux Einsatzgruppen (les commandos mobiles de tuerie de Juifs, ayant opéré principalement en 1941-1942, derrière les lignes de front), avant de rejoindre les rangs de la division.
La majorité d'entre eux proviennent de la partie occidentale de l'Ukraine, en particulier de Lwów et de Tarnopol (villes polonaises avant la seconde guerre mondiale).

## Terrains d'opérations

### En Pologne contre les partisans
Le premier engagement a lieu à la mi-février 1944. Le Kampfgruppe « Beyersdorff » est mis sur pied et envoyé à Zamość dans le sud-est de la Pologne contre des partisans polonais.

### Face aux Soviétiques
La préparation de la division est achevée au début de l'été 1944 et est rattachée à l'Heeresgruppe Süd au sein de la 1.Panzer Armee. Le 22 juin 1944, l'Armée rouge déclenche sa grande offensive d'été, l'opération Bagration. L'action principale a lieu au centre, vers la Biélorussie et le Heeresgruppe Mitte.
L'offensive balaie les troupes allemandes incapables de résister aux multiples opérations soviétiques qui se succèdent sur toute la longueur du front. Incorporée au IIIe corps Panzer, la division participe aux combats en Ukraine occidentale et dans les Carpathes.
Les Ukrainiens sont envoyés dans le secteur sud de l'offensive, vers la ville de Brody. Les Soviétiques qui se préparent à attaquer la ville supposent que la division ukrainienne est le point faible du dispositif allemand. Cependant, cette appréciation reste erronée : en effet, à partir du 19 juillet elle défend contre vent et marée leurs positions, contre attaquant vigoureusement, reprenant plusieurs fois le village de Pidhirtsy et parvient à bloquer une attaque de blindés russes du côté d’Olesko. Après d’âpres combats, la division Galizien, saignée à blanc, ne possède plus que 3 000 hommes capables de se battre, et doit reculer.
Les Allemands font preuve d'une grande admiration pour les Ukrainiens, en particulier leur Brigadeführer Freitag qui désormais s'oppose à toute différence de traitement entre Ukrainiens et Allemands. Selon lui « ses sous officiers et hommes […] qui se sont battus dans les journées difficiles de Brody, où ils ont gardé la tête froide et l'esprit combatif, comme il sied à des soldats, créant ainsi la tradition de la 1re division ukrainienne ».

### Slovaquie et Slovénie
Après la bataille, les 3 000 survivants sont stationnés dans la région de Neuhammer, dans le Reich, pour reconstitution. Au début d'octobre 1944, la division est envoyée en Slovaquie, afin de sécuriser la ligne de chemins de fer autour de Žilina. Au côté de la garde locale, (Hlinkova garda), deux groupes de combat (appelés Kampfgruppen Wildener et Kampfguppen Wittenmeyer), formés à partir des premières unités de la division arrivées sur place, engagent les combats contre les partisans slovaques, réfugiés dans les montagnes après l'échec du soulèvement du 29 août 1944.
À la fin de janvier 1945, elle est déployée en Slovénie pour combattre les partisans de Tito. Elle est rebaptisée 14.Waffen Grenadier Division der SS (ukrain. Nr.1) le 15 janvier 1945. À partir du 1er avril les Russes lancent leur offensive contre l'Autriche. Elle tente de les stopper à Graz et à Feldbach où un millier d'hommes sont mis hors de combat. Elle est rattachée à la Ukrainischen National-Armee (armée nationale ukrainienne) où elle fait figure de première division.

### Reddition
La capitulation surprend les restes de l'unité dans les villes de Tamsweg et Judenburg en Autriche. Les survivants parviennent à se rendre aux Américains dans ces villes et aux Britanniques à Radstadt le 10 mai 1945.

## Composition
La division est composée avec des volontaires ukrainiens provenant de toutes les régions d'Ukraine (Galicie, Ruthénie, Volhynie, Transcarpatie, région de Kyiv) ; cependant la majorité d'entre eux est originaire des régions occidentales de l'Ukraine et de Galicie.

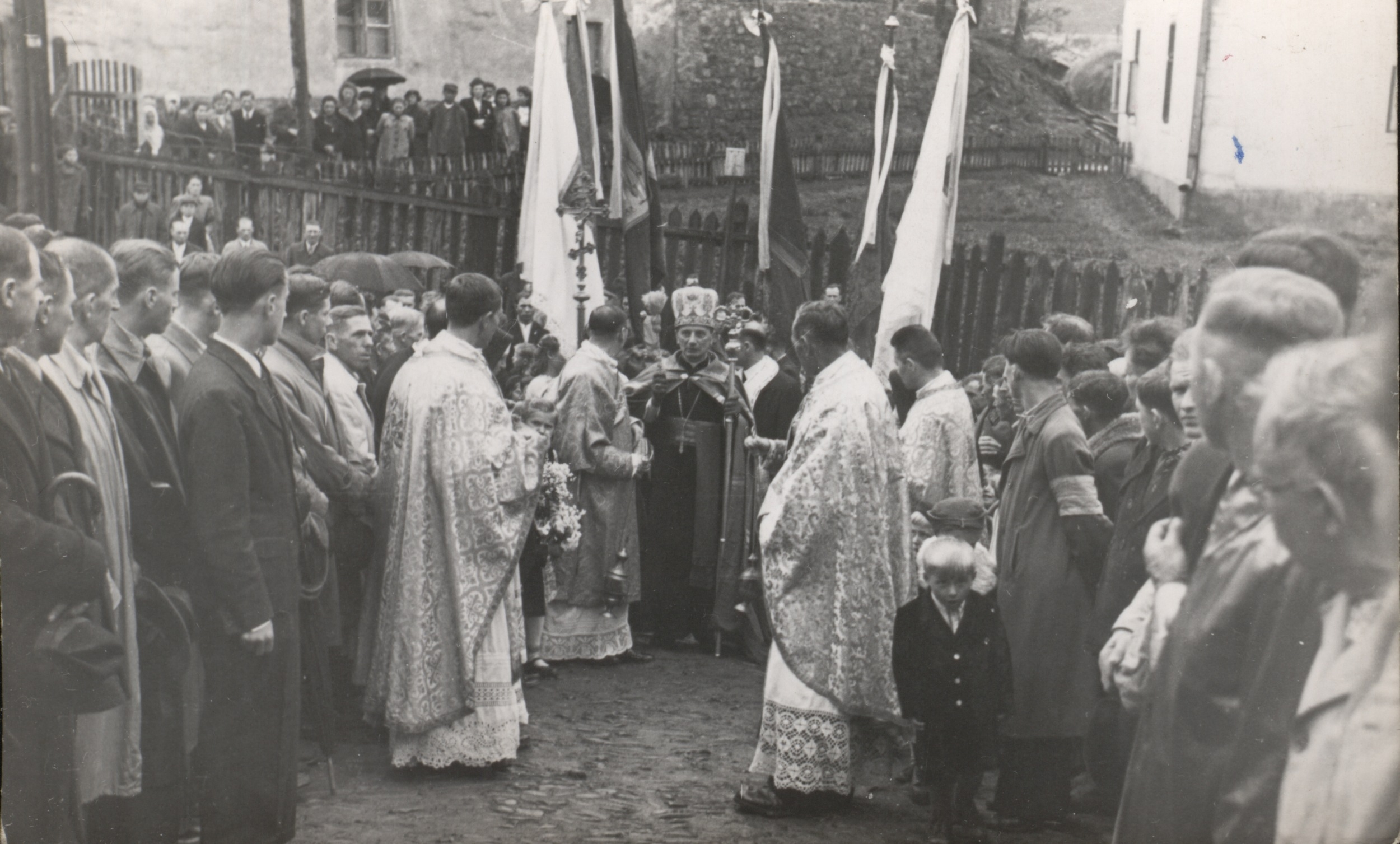
Dr Malinovki, administrateur ukrainien de la division à Sanok.

## Commandants
- SS-Gruppenführer Walter Schimana (30 juin 1943 - 20 novembre 1943)
- SS-Brigadeführer Fritz Freitag (20 novembre 1943 - 24 avril 1945)
- Général Pavlo Schandruk (24 avril 1945 - 8 mai 1945) (après le rattachement à l'UNA)

## Désignations successives
Les noms effectifs utilisés pour la division ont été les suivants (en observant incidemment que la numérotation des divisions de la Waffen-SS date d'octobre 1943) :
- mai 1943 : SS-Schützendivision „Galizien“ ; traduction en français : « division SS de tireurs « Galicie » ;
- 30 juin 1943 : SS-Freiwilligen-Division „Galizien“ ; traduction en français : « 14e division de volontaires SS « Galicie » ;
- 22 octobre 1943 : 14. Galizische SS-Freiwilligen-Division ; traduction en français : « 14e division de volontaires SS galicienne » ;
- 27 juin 1944 : 14. Waffen-Grenadier-Division der SS (galizische Nr. 1) ; traduction en français : « 14e division d'infanterie de la SS (galicienne no 1) » ;
- 12 novembre 1944 : 14. Waffen-Grenadier-Division der SS (ukrainische Nr. 1) ; traduction en français : « 14e division d'infanterie de la SS (ukrainienne no 1) » ;
- 25 avril 1945 - 8 mai 1945 : 1. Ukrainische Division der Ukrainischen National-Armee ; traduction en français : « 1re division ukrainienne de l'Armée nationale ukrainienne ».

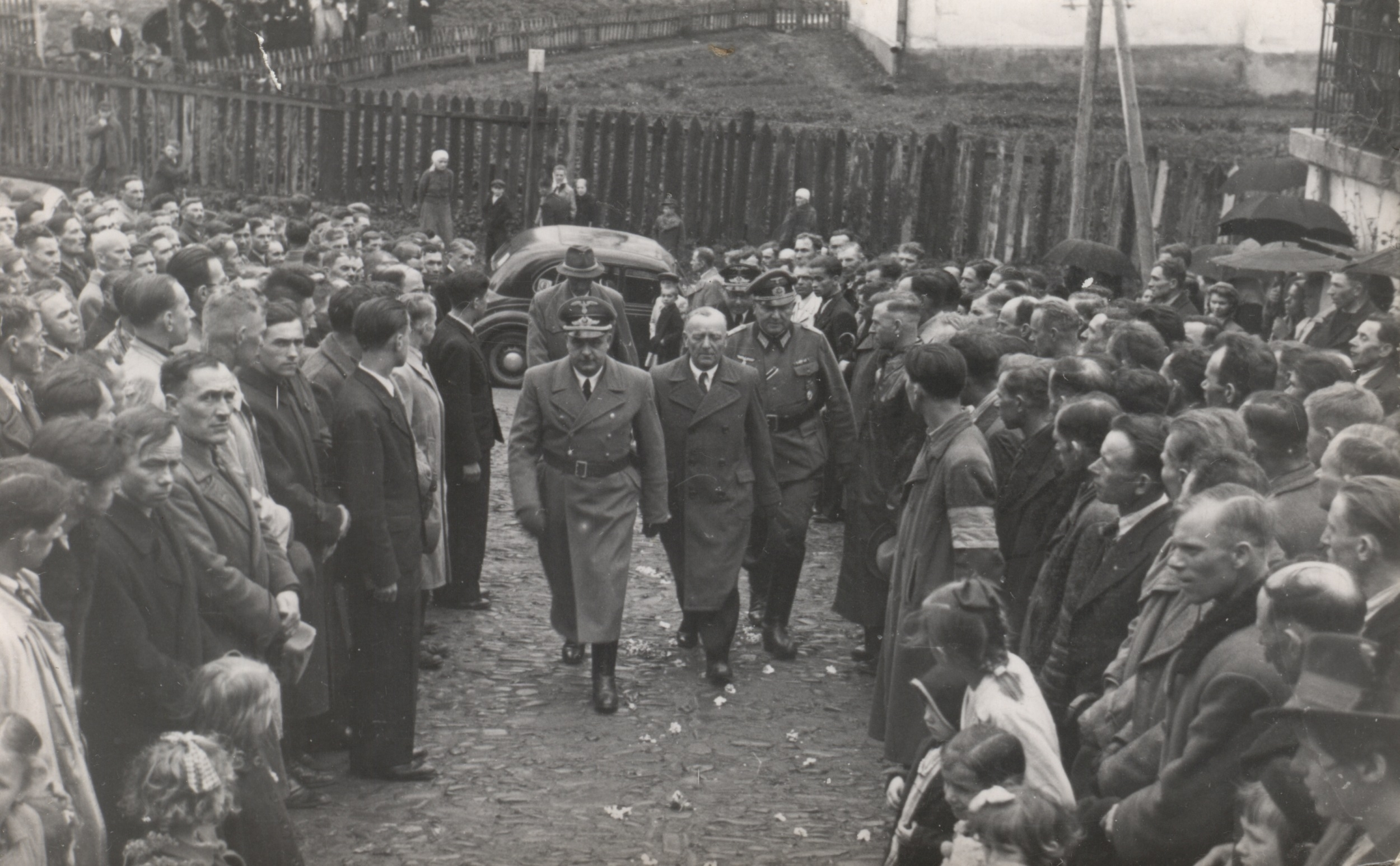
Dr Hofscheller entrant dans l'église gréco-catholique ukrainienne à Sanok.

## Ukrainiens de la division
- Joseph Kotsilovski, aumônier militaire
- Alfred Bizants, chef de l'intendance
- Eugène Pobigouchiï, Sturmbannführer
- Nicolas Palienko, Sturmbannführer
- Dimitri Paliïv, Hauptsturmführer
- Vladimir Kozak, Hauptsturmführer, seul Ukrainien à avoir reçu la croix de fer 1re classe
- Philippe Tratsch, Untersturmführer
- Yaroslav Hunka, émigré au Canada après la guerre

## Ordre de bataille
- Waffen-Grenadier-Regiment der SS 29 (galizisches Nr. 1)
- Waffen-Grenadier-Regiment der SS 30 (galizisches Nr. 2)
- Waffen-Grenadier-Regiment der SS 31 (galizisches Nr. 3)
- Waffen-Artillerie-Regiment der SS 14
- Waffen-Füsilier-Battalion 14
- SS-Freiwiligen-Flak-Abteilung 14
- Waffen-Nachrichten-Abteilung der SS 14
- SS-Radfahr-Bataillon 14
- Waffen-Pionier-Bataillon der SS 14
- Waffen-Panzerjäger-Kompanie 14
- SS-Sanitäts-Ableitung 14
- SS-Veterinär-Kompanie 14
- SS-Division-Nachschubtruppen 14
- SS-Wirtschafts-Bataillon 14
- SS-Versorgungs-Kompanie 14
- SS-Feldpostamt 14
- SS-Kriegsberichten 14
- SS-Feldersatz-Bataillon 14

## Après la guerre

### Dislocation de la division
Après la défaite de Brody, de nombreux combattants continuent à lutter contre l'Armée rouge au sein de l'UPA, dans les Carpates jusqu'au milieu des années 1950.

### Au Canada
Des membres de la division choisissent l'exil au Canada, où réside une importante communauté ukrainienne.

#### Rapport canadien
Dans son rapport établi en 1986, la Commission canadienne de recherche sur les criminels de guerre affirme que 

« leur comportement [celui des anciens Waffen SS] depuis qu'ils sont venus dans ce pays [le Canada] a été bon et ils n'ont jamais indiqué de quelque façon que ce soit qu'ils avaient été infectés par l'idéologie nazie [...] Il semble qu'ils avaient été volontaires pour se battre contre l'Armée rouge pour des raisons nationalistes qui ont connu une forte impulsion provoquée par le comportement des autorités soviétiques durant l'occupation [en 1939] de la partie occidentale de l'Ukraine après la signature du pacte Germano-Soviétique »

— CCRCG
Cette conclusion du rapport canadien ne peut pas se référer aux susdites interventions de la Division SS Galicie en Slovénie et Slovaquie[réf. incomplète] dans le cadre d'opérations de lutte contre les partisans locaux, pour lesquelles les divisions de la Waffen SS sont intervenues de manière systématique. Ces actions de la Division SS Galicie contre des résistants d'autres pays luttant sur leurs territoires nationaux contre les occupants nazis ne peuvent évidemment pas être imputées à des « raisons nationalistes » ukrainiennes.

#### Hommage à Yaroslav Hunka
Lors du passage du président ukrainien Volodymyr Zelensky le 22 septembre 2023 à Ottawa, le président de la chambre des communes Anthony Rota rend un hommage au vétéran de la seconde guerre mondiale Yaroslav Hunka, que Rota déclare être un héros canadien. Cette hommage, suivi d'une ovation, suscite la controverse dans les médias nationaux et internationaux ainsi que dans la communauté juive puisque Hunka avait combattu pour les nazis. Ensuite, le député Rota présente ses excuses. Le 27 septembre 2023, le ministre de l’éducation polonais déclare que la Pologne va envisager de demander l’extradition de cet ancien SS Ukrainien, des massacres de Polonais ont été en effet commis par la SS Galicie en Pologne durant la seconde guerre mondiale.

#### Affaissement du monument commémoratif du cimetière ukrainien d'Oakville
Le 8 mars 2024, le monument à la gloire de la SS Galicie du cimetière ukrainien St. Volodymyr (en), à Oakville, dans la région de Toronto, est affaissé par une grue avant d'être déplacé en dehors du cimetière,. Cela faisait des années que de nombreux groupes réclamaient sa destruction.

### Controverse mémorielle
La responsabilité de la division Galicie dans le massacre des 1 000 habitants du village polonais de Huta Pieniacka (Ukraine), le 28 février 1944, fait l'objet de débats. Ce fait est contesté par certaines sources ukrainiennes. La commission d'enquête canadienne sur les crimes de guerre, déjà citée, affirme dans son rapport final, en 1986, que les accusations de crimes de guerre commises par la 14e division SS n'avaient jamais été prouvées.
L'institut polonais de la mémoire estime quant à lui, via une analyse publiée le 18 novembre 2003, que ce sont bien des hommes du 4e régiment de la division Galicie qui ont commis le massacre, et ce sur la base de documents exhumés en 1999, soit après l'enquête canadienne.
La controverse n'est toujours pas apaisée à ce jour. En effet, dans la partie occidentale de l'Ukraine, le souvenir de la division est exalté par les milieux ultranationalistes.
Les vétérans de la division reçoivent, dans les années 2000, les mêmes retraites que ceux de l’Armée rouge et de l’UPA.
Le gouvernement ukrainien adopte en 2015 une loi sur l’interdiction de la propagande nazie et communiste. Les autorités précisent cependant que les insignes de la 14e division SS Halytchyna n’appartiennent pas à la liste des symboles dont la diffusion et l’usage public sont interdits en Ukraine. Le 23 septembre 2020, la Cour suprême ukrainienne a statué que les symboles de la Division SS Galicie n'étaient pas liés au nazisme et ne pouvaient donc pas être interdits dans le pays. La même affirmation a été faite par l'Institut ukrainien de la mémoire nationale, dirigé à l'époque par Volodymyr Viatrovytch.
Une marche commémorant la création de la division est organisée chaque 28 avril à Kiev par des organisations d’extrême droite.

### Stèles et monuments

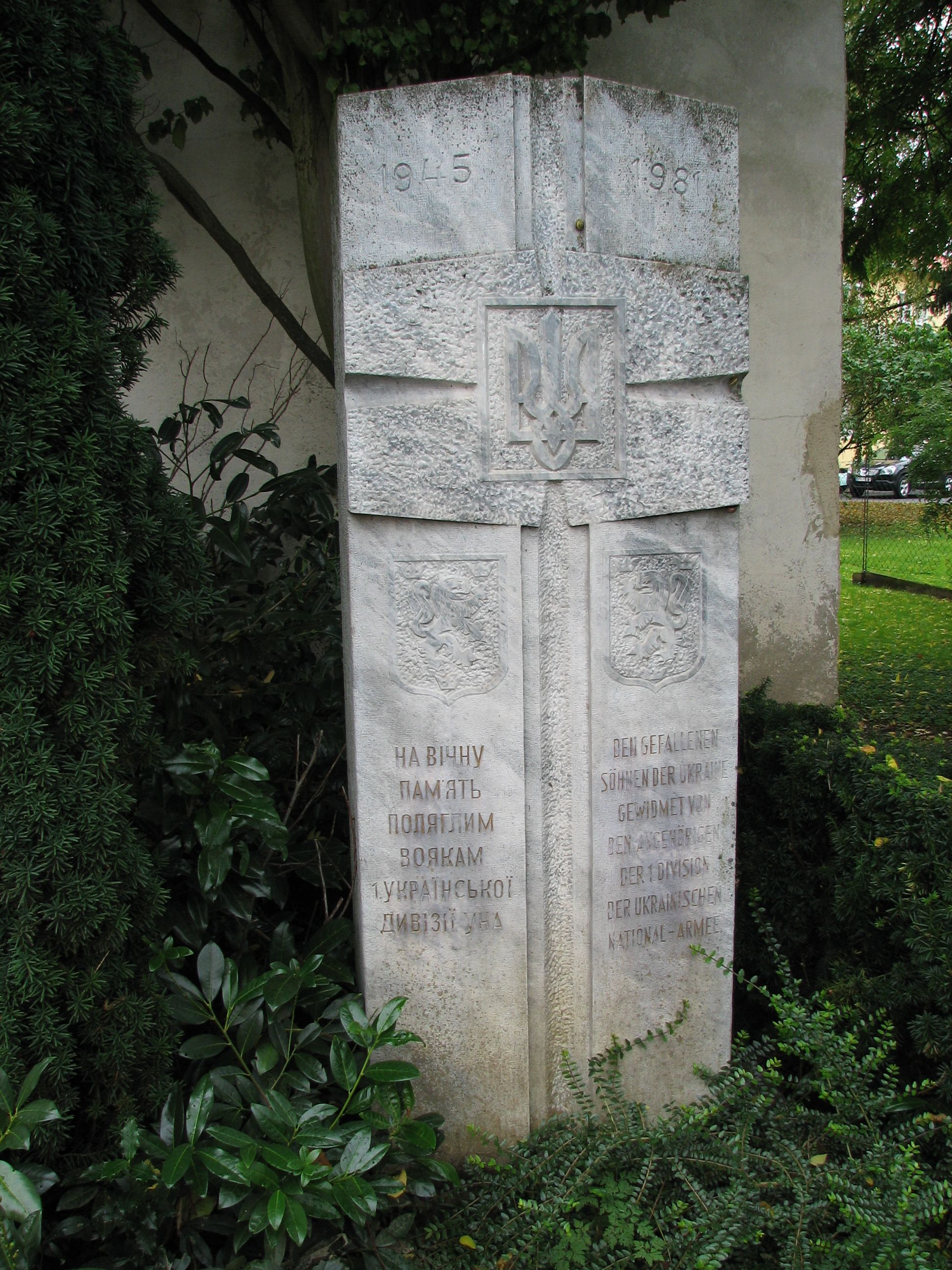
Monument pour la 14. Waffen-Grenadier-Division der SS (galizische Nr. 1) à Feldbach (Autriche).

En Autriche, où la 14. Waffen-Grenadier-Division der SS Galizien a combattu, il existe des monuments commémorant son passage. Sur les stèles figure le nom de l'unité porté à la fin de la guerre : 1. Ukrainische Division der Ukrainischen National-Armee.Ces monuments à emblème du trident se trouvent en divers endroits : à Feldbach (Autriche), Bad Gleichenberg, Trautmannsdorf in Oststeiermark et Gnas.